# Classe Indefatigable
A Classe Indefatigable foi uma classe de cruzadores de batalha operada pela Marinha Real Britânica e Marinha Real Australiana, composta pelo HMS Indefatigable, HMS New Zealand e HMAS Australia. Suas construções começaram em 1909 e 1910, foram lançados ao mar em 1910 e 1911 e comissionados entre 1911 e 1913. O projeto dos navios foi inspirado na predecessora Classe Invincible incorporando pequenas modificações. Apenas o Indefatigable foi originalmente planejado, porém o New Zealand e o Australia foram depois financiados por seus países homônimos como parte de um esquema criado pelo Almirantado Britânico para fortalecer as defesas dos domínios.
Os cruzadores de batalha da Classe Indefatigable eram armados com uma bateria principal composta por oito canhões de 305 milímetros montados em quatro torres de artilharia duplas. Tinham um comprimento de fora a fora de 179 metros, boca de 24 metros, calado de quase oito metros e um deslocamento carregado de mais de 22 mil toneladas. Seus sistemas de propulsão eram compostos por 31 caldeiras a carvão que alimentavam dois conjuntos de turbinas a vapor, que por sua vez giravam quatro hélices até uma velocidade máxima de 25 nós (46 quilômetros por hora). Os navios também eram protegidos por um cinturão de blindagem com 102 a 152 milímetros de espessura.
Os navios tiveram carreiras tranquilas em tempos de paz. A Primeira Guerra Mundial começou em 1914 e o New Zealand logo participou da Batalha da Angra da Heligolândia, enquanto o Indefatigable atuou inicialmente no Mar Mediterrâneo e o Australia no Oceano Pacífico. Estes dois foram depois transferidos para o Mar do Norte e todos passaram a maior parte do conflito em patrulhas. O Indefatigable e o New Zealand participaram da Batalha da Jutlândia em 1916, quando o primeiro foi afundado por uma explosão interna. Os dois sobreviventes pouco fizeram na guerra depois disso. O New Zealand acabou desmontado em 1923, enquanto o Australia foi deliberadamente afundado em 1924.